# Ebba Brahe
Pour les articles homonymes, voir Brahe (homonymie).
Ebba Magnusdotter Brahe (16 mars 1596 - 5 janvier 1674) est une comtesse, propriétaire foncière et courtisane suédoise. Elle est surtout connue pour être le premier amour du roi Gustave II Adolphe, et parce qu'il souhaitait l'épouser avant son mariage, plans qui ne se sont cependant jamais réalisés. Leur histoire d'amour est célèbre dans l'histoire romantique suédoise et comme sujet de la fiction, et est documentée dans leur correspondance préservée.

## Biographie
Ebba Brahe est la fille de Magnus Brahe et de Britta Stensdotter Leijonhuvud. Elle est la cousine de Margareta Brahe (en), Nils Brahe et Per Brahe le Jeune. Après la mort de sa mère, elle est envoyée à la cour royale pour terminer son éducation. Elle est demoiselle d'honneur de la reine douairière Christine de Holstein-Gottorp, qui a été une amie personnelle de sa mère, en 1611-1614, et de la reine douairière aînée, Catherine Stenbock, en 1614-1618. Elle est décrite comme une beauté, et Jean, duc d'Östergötland, fait partie de ses admirateurs.
À la cour royale, elle rencontre le roi Gustave Adolphe, qui est son cousin éloigné et ils tombent amoureux et souhaitent se marier. On ne sait pas exactement quand leur histoire d'amour a commencé. Par les lettres échangées entre eux, il semble qu'ils étaient tous les deux également amoureux l'un de l'autre. Leurs premières lettres d'amour conservées datent du 6 mars 1613, date à laquelle leur relation est apparemment déjà établie depuis longtemps. Dans cette lettre, le roi lui demande d'informer son père de son désir de l'épouser et de leur donner leur bénédiction. Les plans de mariage sont cependant refusés par la reine douairière, qui est la dirigeante de facto pendant les premières années du règne de son fils. Elle souhaite que son fils fasse un mariage dynastique politique, et elle considère un mariage avec un membre de la noblesse nationale comme politiquement risqué et estime que la reine Gunilla Bielke, qui a été critiquée pour avoir utilisé sa position au profit de sa famille, est un mauvais exemple d'un tel mariage. Le différend entre la reine douairière, le roi et Ebba Brahe au sujet du mariage se poursuit jusqu'en 1615 et fait l'objet de pièces de théâtre romantiques, d'histoires et de poèmes pendant des siècles. La reine douairière harcèle sa demoiselle d'honneur Brahe et lui dit de ne pas faire confiance aux promesses du roi, ce qui empêche le père de Brahe de donner sa bénédiction. Le roi tente de convaincre sa mère avec sa demi-sœur Catherine Vasa, le duc Henri Jules de Saxe et le chancelier Nils Chesnecopherus avec des messagers.
La reine douairière promet d'envisager le mariage s'ils acceptent d'attendre quelques années, et le couple correspond pendant son absence à la guerre. En 1614, elle est déplacée de la cour de la reine douairière Christina à celle de la reine douairière Catherine pour la placer plus loin du roi. Le 10 octobre, elle écrit : « Il ne m'appartient pas en tant qu'humble dame de désirer la personne de Votre Majesté ». Au printemps 1615, elle apprend que la reine douairière ne lui donnerait jamais la permission. Pendant ce temps, le roi lui-même a une liaison avec Margareta Slots pendant son absence pendant la guerre, ce qui devait aider Brahe à se décider. L'anecdote la plus célèbre sur ce différend, si elle s'est effectivement produite, aurait eu lieu peu de temps après, et est la suivante. La reine douairière passe devant une fenêtre du palais de Stockholm, suivie d'Ebba Brahe. Sur la vitre, la reine douairière écrit avec une bague en diamant: « Une chose que vous voulez, une chose que vous devez ; c'est ainsi dans des cas comme celui-ci », et part. Ebba Brahe s'avance et écrit en réponse: « Je suis content de ce que j'ai, et remercie mon Dieu pour la grâce de cela ». Par cela, Ebba Brahe accepte que la relation avec le monarque ne puisse jamais être officielle.
La même année, elle reçoit une proposition du comte Jacob De la Gardie, qu'elle accepte deux ans plus tard : le 11 novembre 1617, ses fiançailles sont célébrées à la cour de la reine douairière Catherine, et le 24 juin 1618, Ebba Brahe épouse Jacob De la Gardie en présence des deux reines douairières et du frère du roi à Stockholm.

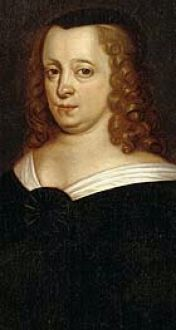
Ebba Brahe en tenue de veuve

Après le mariage, elle part avec lui en Estonie suédoise, où il est gouverneur, et y vit avec lui de 1619 à 1628. La relation entre Ebba Brahe et De la Gardie est décrite comme heureuse et le couple a quatorze enfants. En raison de l'absence fréquente de son conjoint en service, elle se voit confier la responsabilité des finances familiales et elle voyage beaucoup entre la Suède et l'Estonie pour gérer les domaines familiaux. En 1628, le couple s'installe en Suède. Ebba Brahe se fait connaître pour son mode de vie extravagant et son goût du luxe.
Brahe joue également un rôle à la cour royale. En 1651, l'historien Arnold Johan Messenius et son fils l'accusent d'avoir persuadé la reine Christine de ne pas se marier en recourant à la sorcellerie. Une telle accusation ne pouvait être acceptée à propos d'un noble, et l'accusation conduit finalement à la décapitation des accusateurs pour trahison.
Elle favorise son fils Magnus Gabriel et s'occupe de sa carrière. Elle est fière de sa position de favori de la reine Christine de Suède et soutient son mariage avec la cousine de la reine, la princesse Marie-Euphrosyne de Deux-Ponts-Cleebourg. Lorsque Magnus Gabriel perd sa position de favori auprès de la reine en 1653, Ebba Brahe tombe à genoux devant la reine pour lui demander de lui pardonner, et elle demande également l'aide d'Axel Oxenstierna pour le réintégrer en faveur, bien qu'elle ait en privé blâmé le Parti d'Oxenstierna pour avoir causé la chute de Magnus Gabriel. Pendant la minorité de Charles XI en 1660-1672, son fils Magnus Gabriel est l'un des principaux membres et dirigeants de la Suède. Ebba Brahe utilise activement son influence sur son fils pour présenter ses propres demandes, recommandations et suggestions ainsi que celles de divers suppliants.
Ebba Brahe se fait également connaître dans les affaires. Une fois veuve, Ebba Brahe est l'une des nombreuses femmes propriétaires terriennes puissantes, qui occupent une place importante dans les légendes locales de la Suède au cours des XVIe et XVIIe siècles, telles que Barbro Påle, Sophia Drake, Margareta Huitfeldt et Margareta von Ascheberg (en). Elle est une propriétaire foncière prospère, gère ses domaines et les agrandit. Elle acquiert de nouveaux domaines de l'ancienne province danoise de Scanie, qui devient une province suédoise en 1658 et récupère de nombreux grands domaines laissés par la noblesse danoise.
Après la mort de son mari en 1652, elle demande avec succès à la reine Christine de Suède de fonder la ville de Jakobstad en Finlande, nommée en l'honneur de son défunt mari. Une rue de Jakobstad, Ebba Brahe Esplanaden, porte son nom.

## Famille
Elle a 14 enfants, dont sept arrivent jusqu'à l'âge adulte. On pense qu'aucun de ses enfants n'a été engendré par le roi Gustavus Adolphus.
1. Pontus de la Gardie (1619-1632).
2. Christina De la Gardie (1620 - décédée en bas âge).
3. Sophia De la Gardie (1621 - décédée en bas âge).
4. Magnus Gabriel De la Gardie (1622–1686), Grand chancelier de Suède.
5. Brita De la Gardie (1624 - décédée en bas âge).
6. Gustaf Adolph De la Gardie (1626 - décédé en bas âge).
7. Maria Sofia De la Gardie (1627–1694); épouse Gustaf Gabrielsson Oxenstierna, neveu du régent Axel Oxenstierna.
8. Jacob Kasimir De la Gardie (1629–1658); épouse Ebba Sparre, amie intime de la reine Christine de Suède.
9. Pontus Frederick De la Gardie (1630–1692).
10. Christina Catharine De la Gardie (1632-1704); épouse Gustaf Otto Stenbock, mère de Magnus Stenbock.
11. Johann Karl De la Gardie (1634 - décédé en bas âge).
12. Birgitta Helena De la Gardie (1636 - décédée en bas âge).
13. Axel Julius De la Gardie (1637–1710), maréchal et gouverneur général de l'Estonie.
14. Ebba Margaretha De La Gardie (1638–1696).